# Apterygiformes
Kiwis
Cet article concerne l'oiseau. Pour le fruit, voir Kiwi. Pour les autres significations, voir Kiwi (homonymie).
Ordre
Famille
Genre
Répartition géographique
- Apteryx mantelli
- Apteryx haastii
- Apteryx rowi
- Apteryx fusca
- Apteryx australis
- Apteryx owenii

Les Apterygiformes sont un ordre d'oiseaux terrestres inaptes au vol : les kiwis (nom maori) ou aptéryx. Cet ordre n'est constitué que de la seule famille des Apterygidae (ou aptérygidés en français), du seul genre Apteryx et de cinq espèces  endémiques de la Nouvelle-Zélande. Ce sont des espèces menacées.
Le fruit comestible d'une liane originaire de Chine, Actinidia, porte le même nom.

## Morphologie
Les Apteryx sont de taille petite à moyenne (de 35 à 65 cm), soit sensiblement les dimensions d'une poule. Leurs ailes sont atrophiées et vestigiales. Leurs pattes sont assez courtes et vigoureuses. Leur sternum ne possède pas de bréchet, et ils sont dépourvus de queue. Leurs plumes, généralement brunes et relativement peu nombreuses, sont simples et ressemblent à des poils. Ils possèdent de nombreuses vibrisses à la base du bec et au-dessus des yeux, ce qui leur confère un sens tactile développé, utile pour leurs activités nocturnes. Leur vue est faible, mais leur odorat développé ; fait remarquable, les narines sont situées à l'extrémité du bec.

## Comportement

### Comportement social
Les kiwis sont des oiseaux territoriaux. Le territoire d'un kiwi peut atteindre 40 hectares. Ces oiseaux sont nocturnes et discrets.

### Alimentation
Les kiwis disposent d'un sens aigu de l'odorat, ce qui leur permet de trouver leur nourriture. Ils se nourrissent en enfouissant leur long bec dans le sol à la recherche de vers, d'insectes, d'invertébrés et de fruits tombés au sol, mais aussi des petites écrevisses ou des amphibiens tels que les grenouilles.

### Reproduction

Tailles relatives de la femelle kiwi et de son œuf.

Après l'accouplement qui a lieu entre mars et juin, les kiwis vivent généralement en couples monogames. Les femelles ne pondent qu'un œuf, qui peut atteindre le quart de leur taille et un cinquième de leur poids : le ratio poids de l'œuf et du corps est un des plus importants parmi les oiseaux car un œuf mature fait en moyenne 15 à 20 % de la masse de la femelle (alors que pour l'autruche, le rapport est seulement de 2 %). La femelle est plus grande que le mâle. C'est généralement le mâle qui couve l'œuf durant 2 à 3 mois, notamment chez les Kiwi de Mantell et les Kiwi d'Owen.
La durée de vie moyenne des kiwis est de 30 à 35 ans.

## Répartition et habitat
Les Kiwis sont des oiseaux surtout forestiers, vivant dans les zones de bois ou de broussailles, jusqu'à une altitude de 1 200 mètres. Le kiwi s'abrite dans des sortes de terriers, à l'intérieur de troncs ou sous des fougères arborescentes.

## Position systématique
Selon les conclusions du directeur de l'ACAD, Alan Coopers, dans les années 1990, les cousins vivants les plus proches du kiwi seraient les émeus et les casoars australiens. Une récente étude rapproche davantage le kiwi de l'« oiseau-éléphant » (vorompatra) de Madagascar, autre espèce de ratite aujourd'hui disparue. L'étude se base sur l'analyse d'ADN extrait des os de deux oiseaux-éléphants se trouvant au musée de Nouvelle-Zélande Te Papa Tongarewa.

## Étymologie
Le terme grec ancien Apteryx signifie « sans ailes » et peut être francisé en aptère.
Le terme maori kiwi proviendrait, selon les interprétations, d'une idéophonie imitant le cri de l'oiseau (kiouï-kiouï) ou bien dériverait de la langue polynésienne proto-nucléaire, où le mot « kiwi » désigne le courlis d'Alaska (Numenius tahitiensis), un oiseau migrateur traversant le Pacifique, d'une taille équivalente au kiwi.

## Un oiseau menacé
Avant l'arrivée des humains en Nouvelle-Zélande, vers 1300, les seules espèces de mammifères présentes dans le pays étaient 5 espèces de chauve-souris. Les niches écologiques qui sont ailleurs occupées par des mammifères étaient, là-bas, occupées par des oiseaux.
Le kiwi est actuellement menacé d'extinction. La première cause est la destruction de son habitat : la Nouvelle-Zélande a connu une déforestation massive depuis l'arrivée des colons européens, afin d'implanter une agriculture extensive. La seconde cause est l'introduction de mammifères prédateurs tels que les rats, furets, hermines, chats, porcs, chiens et opossums. S'il parvient à atteindre le poids de 1,2 kg, le kiwi est moins menacé par ces prédateurs, mais les œufs et les juvéniles souffrent énormément de la prédation : on estime qu'un oisillon a une chance sur 20 d'atteindre l'âge adulte.

## Le kiwi dans la culture

### Symbole
Le kiwi est un symbole national en Nouvelle-Zélande, et figure notamment sur les pièces de 1NZ$ (dollar néo-zélandais). Les Néo-Zélandais eux-mêmes y sont très attachés, à un point tel que le terme de « kiwi » signifie également dans ce pays « néo-zélandais » et désigne ainsi les Néo-Zélandais eux-mêmes. Un kiwi apparaît sur une proposition de drapeau pour le pays, dans laquelle il tire un rayon laser avec ses yeux.

### Légendes
Le kiwi est associé à plusieurs légendes. Un mythe maori raconte comment il aurait sacrifié ses ailes pour respecter le souhait de Tane Mahuta, le dieu de la forêt, qui craignait que les arbres ne soient détruits par les insectes, et avait besoin qu'un oiseau se charge de les manger à même le sol.

## Liste des espèces
D'après la classification de référence (version 15.1, 2025) du Congrès ornithologique international (ordre phylogénique) il existe cinq espèces de kiwis :
- Apteryx australis Shaw, 1813 – Kiwi austral
- Apteryx mantelli Bartlett, AD, 1852 – Kiwi de Mantell
- Apteryx rowi Tennyson, Palma, Robertson, HA, Worthy & Gill, BJ, 2003 – Kiwi d'Okarito
- Apteryx owenii Gould, 1847 – Kiwi d'Owen
- Apteryx maxima Sclater, Pl & Hochstetter, 1861 – Kiwi roa

#### Ordre Apterygiformes
- (en) BioLib : Apterygiformes Haeckel, 1866 (consulté le 15 juin 2019)
- (en) Catalogue of Life : Apterygiformes (consulté le 11 décembre 2020)
- (en) Congrès ornithologique international : Apterygiformes (consulté le 15 juin 2019)
- (fr + en) ITIS : Apterygiformes (consulté le 15 juin 2019)
- (en) NCBI : Apterygiformes (taxons inclus) (consulté le 15 juin 2019)
- (fr) Oiseaux.net : Apterygiformes (consulté le 15 juin 2019)
- (en) Tree of Life Web Project : Apterygiformes (consulté le 15 juin 2019)
- (en) Paleobiology Database : Apterygiformes (consulté le 15 juin 2019)
- (en) Zoonomen Nomenclature Resource (Alan P. Peterson) : Apterygiformes (consulté le 15 juin 2019)

#### Famille Apterygidae
- (en) Congrès ornithologique international : Apterygidae dans l'ordre Apterygiformes
- (en) Zoonomen Nomenclature Resource (Alan P. Peterson) : Apterygidae  dans Apterygiformes
- (en) Zoonomen Nomenclature Resource (Alan P. Peterson) : Apterygidae  dans Struthioniformes
- (en) Tree of Life Web Project : Apterygidae
- (en) Catalogue of Life : Apterygidae (consulté le 11 décembre 2020)
- (fr) Oiseaux.net : Apterygidae
- (en) Paleobiology Database : Apterygidae  Gray 1840
- (fr + en) ITIS : Apterygidae
- (en) Animal Diversity Web : Apterygidae
- (en) NCBI : Apterygidae (taxons inclus)

#### GenreApteryx
- (en) Congrès ornithologique international : Apteryx dans l'ordre Apterygiformes
- (en) Zoonomen Nomenclature Resource (Alan P. Peterson) : Apteryx  dans Apterygiformes
- (en) Catalogue of Life : Apteryx Shaw, 1813 (consulté le 30 mars 2023)
- (en) Paleobiology Database : Apteryx  Huxley 1867
- (fr + en) ITIS : Apteryx  Shaw, 1813
- (en) Animal Diversity Web : Apteryx
- (en) NCBI : Apteryx (taxons inclus)
- Les Struthioniformes dans « Field Guide to the Birds on the Web »
- (en) Documentation sur les kiwis